# Pardosa daisetsuensis
Pardosa daisetsuensis là một loài nhện trong họ Lycosidae.
Loài này thuộc chi Pardosa. Pardosa daisetsuensis được Hozumi Tanaka miêu tả năm 2005.